# Espejo de bronce

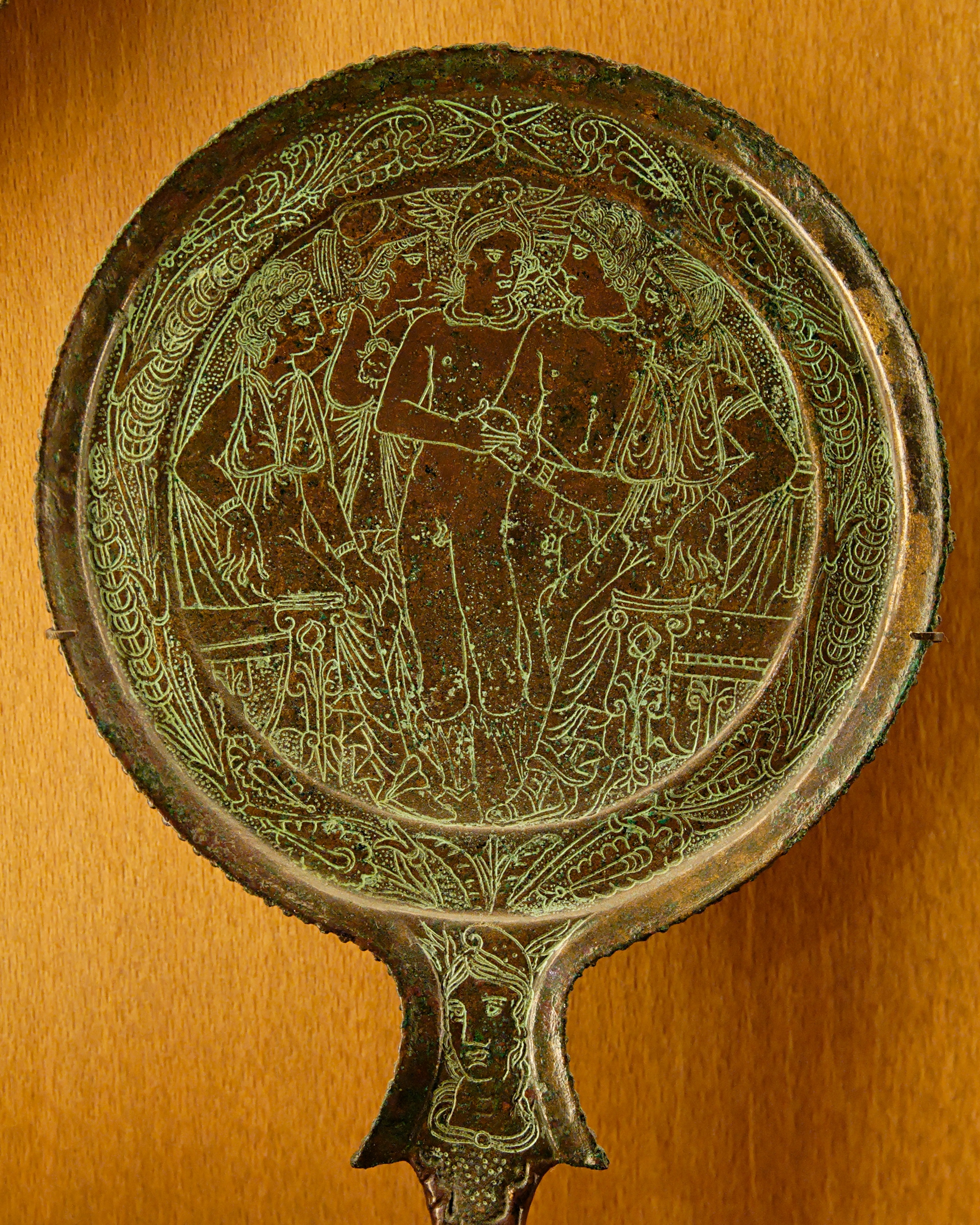
Espejo etrusco con un grabado del Juicio de Paris entre 400 y 300 a. C. (Museo del Louvre).

El espejo de bronce es el predecesor del espejo de vidrio usado en la actualidad. Este tipo de espejos han sido encontrados por arqueólogos en  yacimientos de varias culturas desde los etruscos en Italia a China.

## Historia

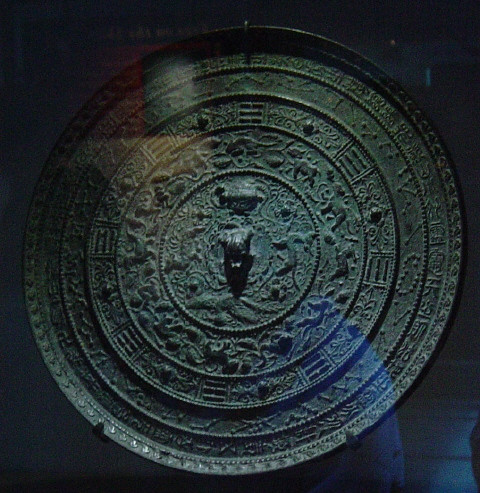
Un espejo de bronce de la Dinastía Ming con símbolos celestiales.

### Egipto
Los antiguos egipcios fabricaron espejos de bronce y cobre desde 2900 a. C. en adelante.

### Civilizaciones del valle del Indo
La manufactura de espejos rotos de bronce en las civilizaciones que habitaron el valle del Indo se remonta al periodo comprendido entre los años 2800 y 2500 a. C.

### China

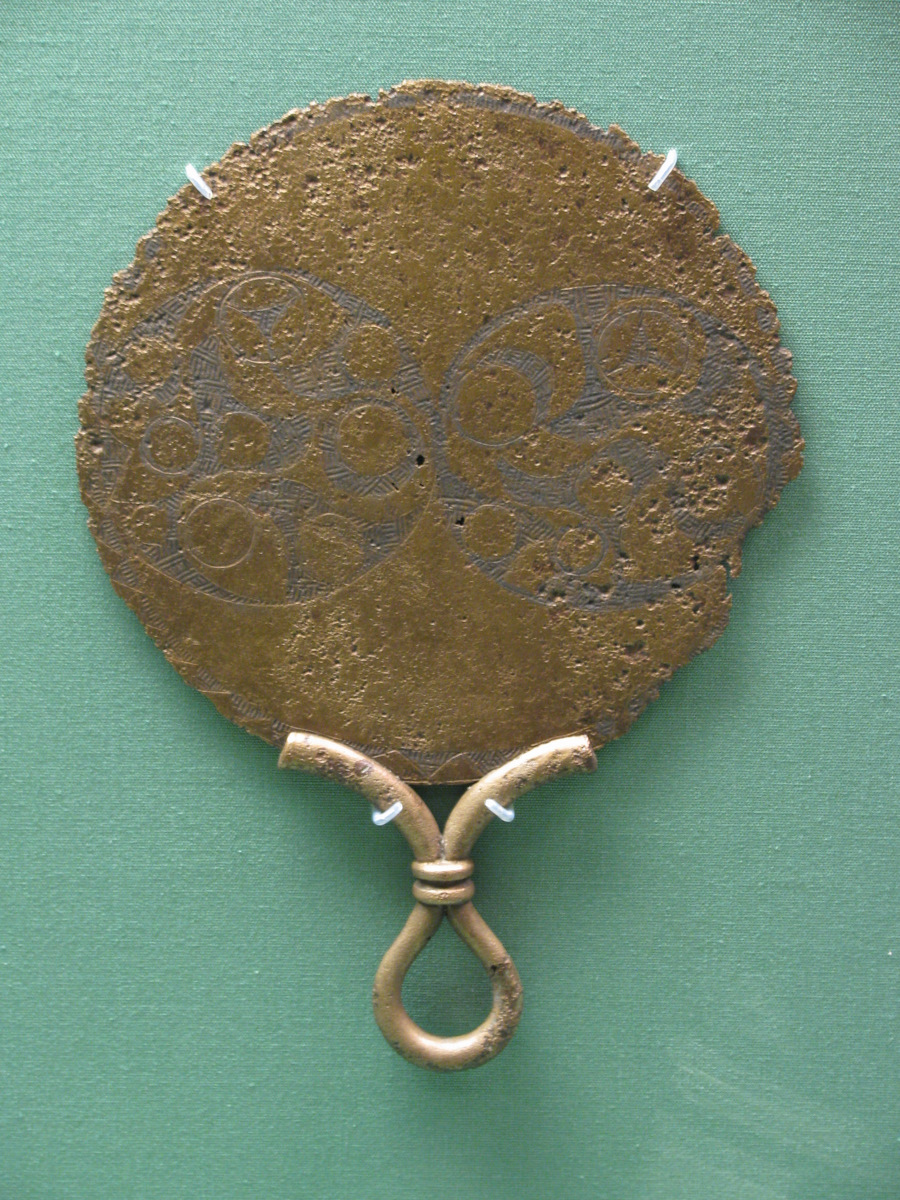
Un espejo de la Edad del Hierro (entre el 120 y el 80 a. C.), encontrado en St Keverne, Inglaterra.

Este elemento fue producido en China desde el neolítico hasta la Dinastía Qing, cuando el vidrio llegó a China desde el Oeste. Los espejos de bronce eran normalmente circulares, con una cara brillante pulida para mejorar la reflexión y el reverso grabado. Normalmente contaban con un mango en el centro para que pudiera sostenerse frente a quien se vestía. Algunos de los primeros ejemplos pertenecen a la cultura Qijia datada en el neolítico alrededor del 2000 a. C. Sin embargo, antes de la época de los Reinos Combatientes, estos objetos no eran comunes y solo se han encontrado una veintena. Durante el período de los Reinos Combatientes los espejos se hicieron particularmente populares. Durante la Dinastía Han y con la introducción de los espejos TLV, comenzaron a producirse en masa. Tanto los espejos Han como los Tang, son considerados los más avanzados técnicamente. Continuaron siendo populares durante la Dinastía Song, pero esta preferencia se fue diluyendo hasta abandonarse su uso con la llegada de los espejos occidentales durante las dinastías Ming y Qing.

### Europa
En Europa, los espejos de la Edad del Bronce se han hallado en diversos lugares, incluyendo Gran Bretaña e Italia. Un ejemplo notable es el espejo Birdlip.
Los espejos etruscos fueron producidos entre la sexta y segunda centuria antes de Cristo, mientras que los espejos celtas se produjeron en la Gran Bretaña prehistórica antes de la conquista romana.